# جيمس بولينغر
جيمس بولينغر (بالإنجليزية: James Bollinger)‏ هو ملاكم أمريكي، مثّل بلاده في الألعاب الأولمبية الصيفية 1904.

## روابط خارجية
جيمس بولينغر على موقع أوليمبيديا (الإنجليزية)